# Konica Cup 1989
Die Konica Cup 1989 im Badminton fand im Februar 1989 in Singapur statt. Es war die dritte Auflage dieser Veranstaltung.

## Finalergebnisse
| Disziplin    | Sieger                   | Finalist                        | Ergebnis    |
| ------------ | ------------------------ | ------------------------------- | ----------- |
| Herreneinzel | Zhao Jianhua             | Eddy Kurniawan                  | 15-11, 15-7 |
| Dameneinzel  | Han Aiping               | Lee Young-suk                   | 11-0, 11-5  |
| Herrendoppel | Razif Sidek Jalani Sidek | Eddy Hartono Rudy Gunawan       | 15-12, 15-8 |
| Damendoppel  | Lin Ying Guan Weizhen    | Chung Myung-hee Hwang Hye-young | 15-6, 15-8  |